# Elende
Elende is een  dorp in de Duitse gemeente Bleicherode in het Landkreis Nordhausen in Thüringen. Het dorp werd in 1212 voor het eerst in een oorkonde vermeld. Tot 1994 was het een zelfstandige gemeente. 
Bleicherode · Bliedungen · Elende · Etzelsrode · Friedrichsthal · Gratzungen · Hainrode · Helenenhof · Hünstein · Kinderode · Kleinbodungen · Königsthal · Kraja · Mitteldorf · Mörbach · Nohra · Oberdorf · Obergebra · Pustleben · Wernrode · Wipperdorf · Wollersleben · Wolkramshausen